# Samfundet Finland-Ryssland
Samfundet Finland-Ryssland (finska: Suomi-Venäjä-seura), är en partipolitiskt obunden finländsk organisation med säte i Helsingfors. Det bildades 1992 och ersatte då Samfundet Finland-Sovjetunionen. Ordförande är sedan november 2015 riksdagsledamoten Katri Kulmuni.
Samfundets syfte är att främja samarbetet mellan Finland och Ryssland på olika områden och även att göra Finland känt i Ryssland. Verksamheten, där det direkta umgänget människor emellan intar en central plats, är inriktad främst på de s.k. närområdena, d.v.s. Karelen, Murmansk och Sankt Petersburgområdet.
Samfundet tillhandahåller visumtjänster, arrangerar språkkurser i genuin miljö, organiserar kontakter mellan olika organisationer eller medborgarkretsar samt arrangerar evenemang som konserter, seminarier och utställningar. Det har även en egen resebyrå, Venäjämatkat, och utger medlemstidningen Kontakt, som utkommer fyra gånger om året. Inom Samfundet arbetar en svensk kommitté med representanter för dess avdelningar i Svenskfinland.